# غفلت نسبت به هستی
غفلت نسبت به هستی (به آلمانی: seinsvergessenheit) از مهمترین واژهای مورد بحث شده در ترمینولوژی فلسفه فیلسوف مارتین هایدگر است.
مارتین هایدگر این اصطلاح را برای توصیف جنبه های مختلف متافیزیک، علم وفلسفه غرب به‌کار می‌برد. از نظر هایدگر، غفلت نسبت به هستی در درجه اول خود را در این واقعیت نشان می دهد که منجر به عدم طرح پرسش از معنای هستی می‌انجامد.